# Sigmactenus cavifrons
Sigmactenus cavifrons är en loppart som beskrevs av Smit 1975. Sigmactenus cavifrons ingår i släktet Sigmactenus och familjen smågnagarloppor. Inga underarter finns listade i Catalogue of Life.